# 1952 Hesburgh
1952 Hesburgh là một tiểu hành tinh được phát hiện tại ở Đài thiên văn Goethe Link gần Brooklyn, Indiana bởi Chương trình tiểu hành tinh Indiana.
It được khám phá 3 tháng 5 năm 1951. Nó được đặt theo tên Theodore M. Hesburgh, C.S.C., who was the President thuộc University of Notre Dame ở Notre Dame, Indiana.